# Urban Dance Squad
Urban Dance Squad, aussi abrégé UDS, est un groupe de rap rock néerlandais, originaire d'Utrecht. Actif durant les années 1980 et 1990, Urban Dance Squad a inspiré des groupes tels que Rage Against the Machine.
Leur style musical, très diversifié, est un mélange de rock, funk, soul, heavy metal, rap/hip-hop, reggae, jazz et ska, et est souvent comparé à celui des Rage Against the Machine (qu'ils ont inspiré), des Red Hot Chili Peppers et des Fishbone. En dépit de leur influence au niveau international, ils entament des carrières solo et cessent toute activité suivie en 2000, sans toutefois officialiser de séparation, pour devenir l'un des groupes néerlandais de référence de l'histoire du rock des années 90. Le groupe est actuellement en sommeil.

## Biographie

### Débuts (1987–1990)
Urban Dance Squad est formé en 1987 à Utrecht. C'est un groupe de fusion particulièrement innovant qui mélange heavy rock, funk, soul, rap, reggae, jazz et ska. Rap et scratch apparaissent dans leurs morceaux, dans lesquels ils incorporent également des platines avec DJ DNA. Ils font figure de pionniers et de défricheurs dans ce nouveau style. Les deux premières années du groupe sont chaotiques du point de vue de la production et des finances : pas d'album mais des séries de concerts, qui leur permettent d'affiner leurs compositions et de prendre leurs marques d'un point de vue technique et musical. La formation acquiert alors une solide réputation de « groupe de scène ».
Au printemps 1989, l'argent gagné avec leurs concerts leur permet d'enregistrer leur premier album Mental Floss for the Globe à Bruxelles avec l'aide de Jean-Marie Aerts (TC Matic). L'album, qui attire tout de suite l'attention, est encensé par la critique internationale, étonnée de ces combinaisons singulières de sons nouveaux. Cet album leur ouvre les portes des grands festivals tels que Roskilde ou Bourges. Tout en conservant un aspect confidentiel, car Urban Dance Squad ne devient pas à proprement parler un groupe populaire, le succès est réel et rapide. Les morceaux No Kid, Fastlane and Deeper Shade of Soul deviennent des références musicales de l'époque. En 1991, le hit Deeper Shade of Soul percera à la 21e place au Billboard ; ce morceau comprend des samples de la chanson de Ray Barretto qui porte le même nom, 1968.

### Nouveaux albums (1991–1998)
En 1991, le groupe enregistre son deuxième album Life 'n Perspective of a Genuine Crossover à Bruxelles. UDS achève alors de se forger une solide réputation de groupe de scène et part pour une longue série de concerts. La tournée est mondiale et prestigieuse : de l'Europe au Japon, entre Pukkelpop et Torhout/Werchter. À Werchter, U.D.S. réalise un set avec les Red Hot Chili Peppers. C'est en fin de tournée, alors que la formation est au sommet de son succès, que DJ DNA décide brusquement de quitter le groupe.
Le troisième album du groupe, Persona Non Grata, est réalisé et enregistré en 1994 à Londres. Sans DJ, le son du groupe se modifie : pas de scratchs ou de samples. Plus rock et rythmé que les précédents, et présentant parfois des riffs de guitare lourds avec de fortes distorsions, Persona Non Grata est l'album qui popularise le groupe en Europe. Projeté sur les chaînes musicales américaines, le morceau Demagogue se classe dans le classement hollandais et est diffusé régulièrement en radio en France. Le groupe part alors pour une tournée aux États-Unis.
En 1996, le groupe revient à Bruxelles pour enregistrer son quatrième album Planet Ultra. La formation s'agrandit alors officiellement à cette occasion, avec U-Gene, qui est incorporé aux claviers. Contrairement aux trois albums précédents, qui présentaient une certaine homogénéité d'ensemble, Planet Ultra contient une série de morceaux assez différents les uns des autres et reste déroutants à l'écoute pour les fans, avec des titres parfois mélodieux, et d'autres parfois plus bruts et bruitistes. Profitant de la récente chute du communisme, la tournée européenne mène U.D.S. vers de nouveaux pays auparavant fermés à la culture occidentale. Le groupe sort un album live des concerts à Belgrade qui contient une reprise particulière d'Helter Skelter des Beatles, un morceau qui leur tient à cœur et qu'ils jouent souvent sur scène. En 1997, DJ DNA décide de revenir dans le groupe qu'il a quitté quatre ans auparavant.

### Artanticaet séparation (1999–2000)
En 1999, le groupe enregistre son cinquième et dernier album Artantica au studio Pablo y Pablo à Tienen en Belgique en 1999. La critique reproche alors parfois au chanteur / rappeur Rudeboy, qui apparaît de façon récurrente en tenue militaire, ses références à la guerre, à la Seconde Guerre mondiale ou au Vietnam. En réalité, la tenue de GI qu'il porte parfois est un cadeau personnel de Steven Spielberg qui tourne alors le film Il Faut Sauver le Soldat Ryan, l'une des sources d'inspiration d'Artantica.
Le 2 février 2000, le guitariste Tres Manos annonce qu'il arrête ses activités musicales avec UDS, et le groupe cesse alors ses activités sans véritablement y mettre un terme définitif et sans officialiser de séparation. Rude Boy part pour de nouveaux projets tels que Junkie XL, The League of XO Gentlemen, puis the Servants of the Servants.
Pour la sortie de The Singles Collection en 2006, le groupe se reforme pour divers festivals comme le Pukkelpop ou les Lowlands.

## Membres
- Rudeboy Remmington (Patrick Tilon) - rap, chant
- Tres Manos (René van Barneveld) - guitare
- Sil (Silvano Matadin) - basse
- Magic Stick (Michel Schoots) - percussions
- DNA (Arjen de Vreede) - DJing
- U-Gene (Eugène Latumeten) - keyboard (1996-1997)